# رتق معدي
رتق معدي أو رتق المعدة (بالإنجليزية: Gastric atresia)‏ هو انسدادٌ كامل في مخرجِ بوابِ المعدة، وهي حالة نادرة جدًا.